# Amyrlin Zetel
De Amyrlin Zetel is in de fantasyserie Het Rad des Tijds van Robert Jordan de belangrijkste Aes Sedai. Zij is de Moeder van alle Aes Sedai. Ze heeft een grote hoeveelheid macht. Ze kan beslissingen nemen zonder daarvoor advies te hoeven inwinnen. Ze wordt voor het leven benoemd en door de Hal van de Toren gekozen. Hoewel ze uit een andere Ajah wordt verheven, representeert zij geen enkele Ajah: ze is van alle Ajahs en van geen een. Onder haar staat de Hoedster van de Kronieken. Momenteel zijn er door de breuk in de Toren twee Amyrlins: eentje in Tar Valon en eentje bij de rebellen.

## De Witte Toren
In de Witte Toren is het de gewoonte voor de Amyrlin Zetel om iets persoonlijks aan de werkkamer toe te voegen. Voor de meeste Amyrlin Zetels zijn dit herinneringen van vroeger, van de tijd voordat ze naar de Witte Toren zijn gekomen. Voor de Amyrlin Siuan Sanche zijn dit dingen zoals een schilderij van vissersboten. Zij is opgegroeid in Tyr, een vissersnatie. 

## Recente Amyrlin Zetels
- Egwene Alveren 999 NE (verheven van Aanvaarde in Salidar). Leid de rebellen tegen Elaida
- Elaida do Avriny a'Roihan 999 NE (verheven vanuit de Rode Ajah). Leid de Witte Toren.
- Siuan Sance 988 NE - 999 NE (verheven vanuit de Blauwe Ajah).
- Marith Jaen 984 NE - 988 NE (verheven vanuit de Blauwe Ajah).
- Sierin Vayu 979 NE - 984 NE (verheven vanuit de Grijze Ajah).
- Tamra Ospenya 973 NE - 979 NE (verheven vanuit de Blauwe Ajah).
- Noane Masadim 950 NE - 973 NE (verheven vanuit de Blauwe Ajah).